# Karl Kunze (Philologe)

Karl Kunze, 1890

Karl Peter Lebrecht Kunze (* 1. Februar 1840 in Cosel in Oberschlesien; † 26. April 1895 in Lissa) war ein deutscher Philologe und erster Herausgeber von „Kunzes Kalender“.

## Leben
Karl Kunze war der älteste Sohn von Friedrich Gotthold Kunze (1807–1876), der als Pädagoge an der königlichen Garnisonsschule zu Kosel im Jahre 1847 eines der ersten Schulbücher („Wand-Bilderfibel. Eine Beilage zum Ersten Lesebuch für alle Volksschulen“) verfasst hatte. Karl Kunze machte sein Abitur am 11. Februar 1860 am Gymnasium in Ratibor und studierte an den Universitäten Breslau und Berlin. Das Prüfungszeugnis erhielt er am 12. Dezember 1865 von der Universität Breslau. Nahezu zeitgleich erhielt er am 24. Dezember 1865 das Doktordiplom der Universität Jena für seine Dissertation über die Entwirrung von Fragen zu Sophokles Antigone („Quaestiones Sophocleae“). Seine Lehrbefähigung erhielt er für Religion, Deutsch und Literaturwissenschaft in allen Klassen, in den alten Sprachen bis Obersekunda, in Geschichte und Geographie bis Quarta und in Französisch innerhalb der unteren Klassen.
Kunze wurde preußischer Gymnasiallehrer und später Gymnasialdirektor. Er begann seine Laufbahn Ostern 1866 als 1. ordentlicher Lehrer in Grünberg, wurde Ostern 1870 Rektor der Jungen- und Mädchenschule zu Nakel, Ostern 1872 Rektor des Gymnasiums zu Nakel, 1873 Direktor des Gymnasiums zu Rogasen, 1882 Direktor des Gymnasiums zu Schneidemühl. Am 10. April 1888 wurde er als Direktor an das königlichen Comenius-Gymnasium in Lissa im Bezirk Posen versetzt. Neben seiner Berufung als Gymnasialdirektor engagierte sich Kunze als Vorsitzender der Delegiertenversammlung der Provinzialvereine akademisch gebildeter Lehrer Preußens.
Karl Kunze war verheiratet mit Anna Maria geb. Vangerow (1845–1922); sie hatten sieben Kinder, darunter den späteren Geschwaderarzt Dr. Karl Kunze (1871–1914) von der kaiserlichen Jacht Hohenzollern.

## Kunzes Kalender
Im Auftrag der Preußischen Delegierten-Konferenz 1893 entwickelte Kunze das „Philologen-Jahrbuch für das höhere Schulwesen Preußens und einigen anderer deutscher Länder“. Allen Schülern der höheren Schulen ist das kleine grüne Büchlein bekannt, in das die Lehrer ihre personenbezogenen mehr oder weniger erfreulichen Notizen einschrieben, insbesondere die mündlichen Leistungen während des Unterrichts. Weit wichtiger ist allerdings für die Philologen der zweite Teil des Werkes, der eine recht vollständige Übersicht über die Dienstaltersliste der planmäßigen höheren Verwaltungsbeamten, der männlichen und weiblichen Philologen jedes Dienstgrades an den öffentlichen höheren Schulen, den höheren Landwirtschaftsschulen, den höheren deutschen Auslandsschulen und weiteren höheren Fachschulen beinhaltet. „Ich hoffe, dass der Kalender wesentlich dazu beitragen wird, so manche Vorurteile und irrige Beurteilungen der Verhältnisse des höheren Lehrerstands zu beseitigen. Dass solche vorhanden sind, haben die letzten Verhandlungen im Abgeordnetenhause bei Gelegenheit des Kultusetats reichlich bewiesen. Hier ist nicht der Ort zur Polemik. Mögen andere an anderer Stelle aus dem Material, das ich biete, das Fazit ziehen.“ (Karl Kunze im Vorwort zum 2. Jahrgang 1895).
Bei den ersten Ausgaben standen dem Herausgeber noch keine amtlichen Unterlagen zur Verfügung, so dass Kunzes Kalender es erst einmal Grundlagenarbeit leistete. „Die Schaffung des Kunze-Kalenders ist eine Großtat der preußischen Philologenvereine. Alles, was wir erreicht haben, haben wir letzten Endes dem Kunze-Kalender zu verdanken, der unerbittlich die Wunden bloßlegte und die Eiterbeule des Hilfslehrerelends der 90er Jahre aufstieß.“ (Deutsches Philologen-Blatt, 1921). Recht bald hatte auch die preußische Ministerialverwaltung den Wert der systematischen Darstellung von Karl Kunze erkannt und ab 1901 für die weiteren Ausgaben amtliches Material zur Verfügung gestellt.
Die erste Ausgabe von Kunzes Kalender erschien 1894/95 und damit noch zu Lebzeiten des Herausgebers. Nach seinem Tod haben andere die Aufgabe der jährlichen Herausgabe in den einzelnen Ländern übernommen, so beispielsweise Emil Toeplitz, Eduard Simon, Hans Heiland, Friedrich Kissler/Heinz Brüggemann, Horst Carls/Günther Haack und aktuell in Nordrhein-Westfalen Bernard Spaniol. Mittlerweile sind Informationen über die deutschen Schulen im Ausland in dem „Auslands-Kunze“ als selbständige Veröffentlichung ausgegliedert. Kunzes Kalender besteht weiterhin als Philologen-Jahrbuch insbesondere in den ehemaligen preußischen Ländern und teils auch einzelnen nicht-preußische Bundesländern. Auch heute noch werden die entsprechenden Angaben zum 1. Oktober jeden Jahres bei den Schulen erhoben und in dem jährlich erscheinenden „Kunze“ veröffentlicht. In Nordrhein-Westfalen erfolgt dieses durch den Referent für das Philologen-Jahrbuch (Bernhard Spaniol) beim Verlag des Philologen-Jahrbuchs in Münster. Für das Schuljahr 2010/11 erschien das rund 1.000 Seiten umfassende Werk im 110. Jahrgang.